# 全垂鏞
全垂鏞(전수용:チョン・スヨン、ぜん・すいよう、1879年旧暦10月18日 - 1910年旧暦7月18日)は、旧韓国末の義兵長。雅名が海山であり、全海山とも呼ばれる。

## 生涯
全羅北道任実郡の没落両班の家に生まれた。郭鍾錫の弟子이한룡門下で漢学を勉強し、湖南地方の楡林勢力奇宇万・奇参衍・呉成述・高光洵などと交流を持った。彼らは皆後に義兵運動に参加して義兵長になった。
1905年に第二次日韓協約が締結されると挙兵謀議に加わった。衛正斥邪の巨頭崔益鉉が翌年任実隣近井邑市で湖南地域の儒林を閨閤して義兵を起こした時に崔益磯を訪ねたが、挙兵には参加せず帰郷した。1907年にも奇参衍が長城郡で起こした義兵隊の職務を引き受けたが、活動しなかった。義兵運動に本格参加したのは1908年に이석용が任実と鎮安郡を中心に組織した倡義同盟団に参謀として参加してからである。
倡義同盟団が日本軍との戦闘で連敗すると、奇参衍の長城義兵隊に合流する事にして이석용と別れたが、長城では戦死した奇参衍の跡を継いで義兵隊を率いていた金泰元まで戦死していた。残った兵士らを糾合していた呉成述と合流し、ここに解散された軍人を率いて漢城府から下った정원집が加勢することで1908年7月25日に大同倡義団を組織して大将に就任した。
大同倡義団は1909年5月まで約10ヶ月間、湖南西南部地域で小規模遊撃戦を主として活動し、1908年冬には湖南地域義兵台の連合部隊を構成して湖南同義団を創立した。
しかし純宗の義兵解散令と連日の連敗により、霊光郡で部隊指揮権を朴永根に任せ、以後南原市に隠遁し、趙斗桓の密告で逮捕された。
1910年に大邱刑務所で絞首刑に処刑された。この時朴永根・沈南一・呉成述・姜武景もともに死刑に処された。葬式時に妻も自決したと伝わる。

## 死後
1962年に建国勲章大統領章が追贈された。
義兵活動を記録した 《全海山陣中日記》の一部が残っている。

## 参考サイト
- 大韓民国国家報勲処, 이 달의 독립 운동가 상세자료 - 전수용, 1995년